# Histoire de la culture du coton en Afrique subsaharienne
L'histoire de la culture du coton en Afrique subsaharienne est marquée par une expansion dans la zone franc au cours des années suivant la deuxième guerre mondiale, précédée par des cultures plus artisanales dans de nombreux pays et des tentatives d'implantation à plus grande échelle au milieu du XIXe siècle.
Au Cameroun, bien avant la colonisation, les Dii connaissaient le coton arbustif, sùgud, et en faisaient un usage différent selon les régions. Le coton fait vivre aujourd'hui plus de 15 millions de petits paysans en Afrique subsaharienne.

## Une origine assez discutée

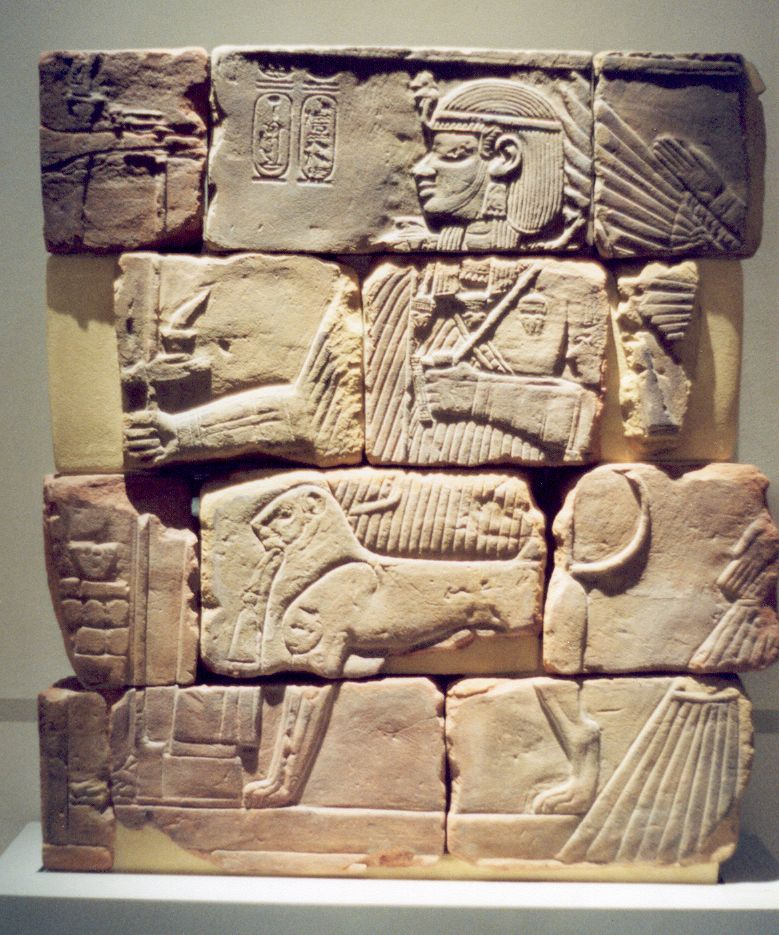
Bas-relief de la pyramide d'Amanitenmemide, roi de Méroé, I.

L'histoire de la culture en Afrique tropicale, zone de pousse naturelle, est assez peu documentée en français. Le livre de référence de l'administrateur de la France d'Outre-mer, Charles Monteil, traitant des périodes médiévale et moderne fait souvent référence. Selon l'ingénieur agronome J. Vuillet, directeur au ministère de l'Agriculture, et auteur d'un « Historique des essais cotonniers dans la vallée du Niger de l905 à l923 », dans la Revue de botanique appliquée, on doit aux Judéo-Syriens, considérés comme les ancêtres des Peul, l'introduction de la fibre blanche en Afrique.
La thèse de l'origine asiatique des cotonniers africains a été longtemps défendue par Auguste Chevalier (1873-1956), botaniste français enrôlé dans deux missions de recherche en Afrique, puis directeur du laboratoire d'agronomie tropicale du muséum national d'histoire naturelle. Mais les botanistes considèrent en général maintenant qu'il y a eu plusieurs origines de cette culture: Asie, Amérique et Afrique. 
Selon Elsa Yvanez et Magdalena M. Wozniak, le coton était connu dès l'époque du royaume de Méroé, où on le trouve couramment dans les tombes à partir du Ier siècle : vers 70, Pline l'Ancien mentionne des « arbres à laine » dans le pays que les Anciens appelaient Éthiopie, le Soudan actuel (Histoire naturelle, XIII, 28). L'étude paléogénétique des échantillons de Qasr Ibrim indique qu'il s'agissait de la variété Gossypium herbaceum, d'origine africaine, et non de Gossypium arboreum, d'origine indienne, qui dominera par la suite. Il n'était probablement pas cultivé dans la vallée du Nil, où la crue annuelle coïncidait avec la période de maturation de la plante, mais sur le plateau du Butana, entre le Nil et l'Atbara, où les oueds permettaient une irrigation temporaire. 
D'autres sources assurent que des souches du coton ont été introduites en Afrique par les Portugais. Il était déjà connu des populations d'une partie du Tchad avant la colonisation. L'ethnie des Foulbé, installés au pied des monts du Mandara, filait et tissait le coton, en particulier d'étroites bandes de coton servant de cache-sexe. Avec la colonisation, l'aire originelle du cotonnier, la zone tropicale, a été élargie en adaptant les variétés et les méthodes de culture.

## Les échecs au Sénégal en 1720, 1817, 1850 et 1868
À partir du milieu du XVIIe siècle, les Européens bâtissent des forts sur le littoral, pour la traite négrière mais ne rentrèrent dans l'intérieur des terres que deux siècles et demi plus tard. La Compagnie royale d'Afrique échoua totalement dans une première tentative en envoyant des esclaves de Jamaïque en 1720 pour développer le coton sénégalais.
En 1816, alors que la hausse des cours mondiaux du coton déclenche l'Alabama fever, le baron Pierre-Barthélémy Portal d'Albarèdes, ministre de la Marine et des Colonies nomme le colonel Julien Schmaltz (1771-1827) gouverneur français du Sénégal. Mission, lancer un vaste plan de colonisation agricole. On essaya les espèces de coton indigène venant du Fouta-Toro, où les Soninkés disposent d’une longue tradition cotonnière, mais l'hostilité des Toucouleurs aux français durant l'empire lui commanda d'aller plutôt chez les Waalo. La Société coloniale africaine, rebaptisée Société coloniale philanthropique de Sénégambie, tenta une colonisation privée par d'anciens officiers napoléoniens, du type de la Vine and Olive Colony, mais fut interdite sept mois après. Pour faire échouer Julien Schmaltz, les négriers maures multiplièrent les raids destructeurs.
Le botaniste français Jean Michel Claude Richard(1787-1868), arrivé avec Julien Schmaltz, a tenté d'acclimater certaines espèces végétales dans le jardin d'essai que le baron Jacques François Roger(1787-1849) lui demande de créer en 1822 à Richard-Toll, petit fort à l'embouchure du fleuve Sénégal. Le cotonnier de Daka, acheminé de Chandernagor n'eut aucun succès, le coton Jumel, découvert en Égypte au même moment un peu plus. Entre 1822 et 1825, Richard-Toll produisait 50 tonnes de coton brut par an, mais en 1831, tout était terminé et Jean Michel Claude Richard partit en Guyane, terre de production cotonnière française au XVIIIe siècle. 

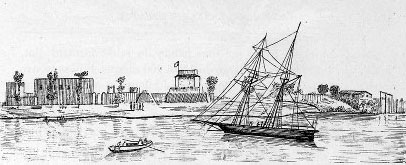
Le fort de Richard-Toll, au confluent du Sénégal et de la Taouey (illustration de Côte occidentale d'Afrique, 1890)

La forte croissance économique mondiale des années 1850 créé une demande importante de l'industrie textile  ce qui incite la France à expérimenter à nouveau la culture irriguée du coton et de l’indigo à Richard-Toll, puis en Casamance, et dans la vallée du fleuve Sénégal, des expérimentations qui resteront sans suite.
Pendant la pénurie de fibre blanche causée par la guerre de Sécession américaine à partir de 1863,  Louis Faidherbe, militaire français chargé d'administrer le Sénégal favorise à nouveau les plantations. Les expériences de Théodore Lecard directeur du jardin botanique de Richard Toll, ont montré en 1865 que les rendements étaient plus que décuplés en culture d'irrigation, atteignant 200 à 300 kilos de coton par hectare mais pouvant dépasser 1 150 kilos pour les bonnes terres
Ces expériences furent reprises en 1903 par Henry Rabaudun négociant de Saint-Louis, du Sénégal, sous l'impulsion de l'Association cotonnière coloniale. C'est surtout le bassin du fleuve Niger qui est alors jugé éventuellement porteur par les Français en Afrique occidentale et c'est dans cette optique que l'irrigation est envisagée. II n'y a pas à tenir compte des anciennes tentatives de culture du coton faites au Sénégal vers 1825 (...) que 1a mauvaise foi des colons a fait échouer", écrit alors l'inspecteur général de l'Agriculture aux Colonies Yves Henry

## Au début du siècle, les associations coloniales, allemandes, anglaises puis françaises

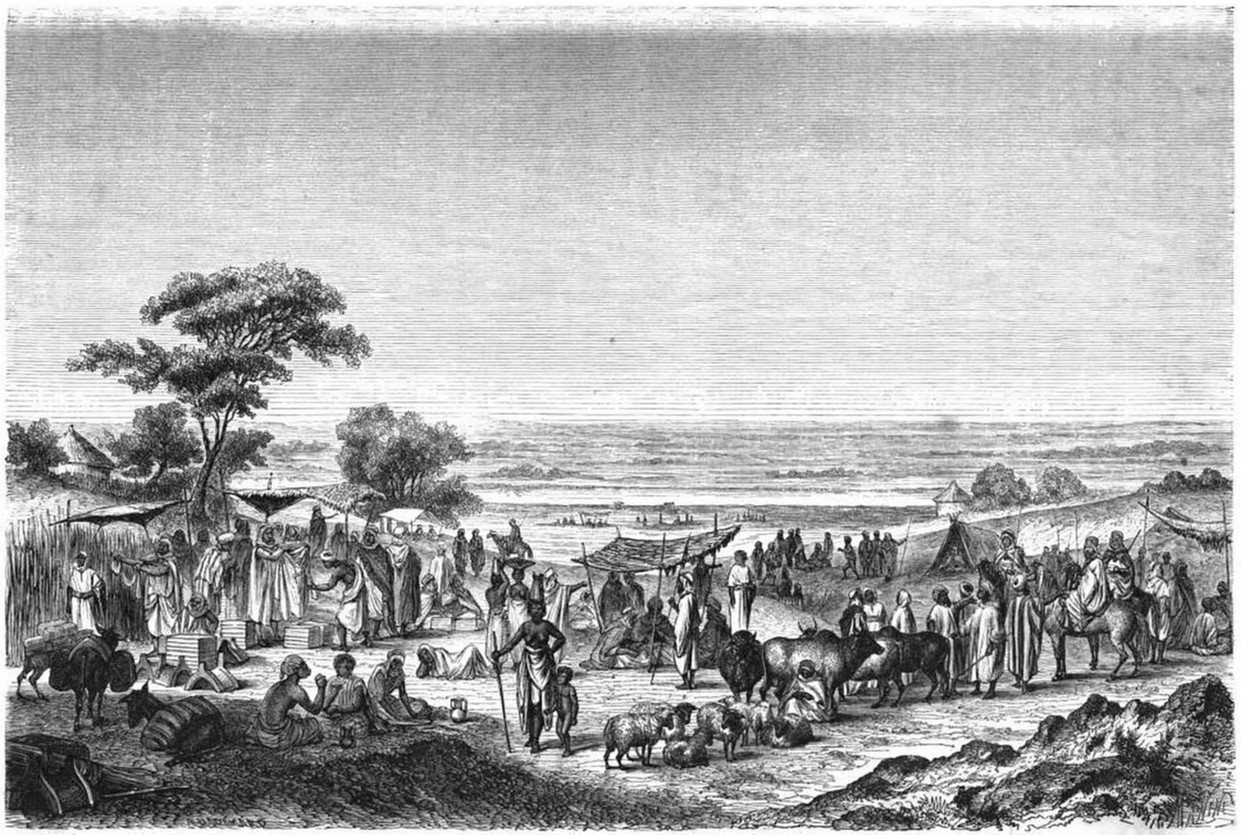
Marché de Sokoto (actuel Nigéria), gravure d'Auguste Hadamard, Le Tour du monde, 1860.

À la fin du XIXe siècle, la Côte d'Ivoire connaissait déjà le coton, cultivé en petites quantités avec des rendements très faibles. En 1902, les filateurs français, créèrent l'Association cotonnière coloniale(ACC) qui, pour l'Afrique de l'Ouest, s'installa à Bouaké. La production ivoirienne s'élevait à seulement 6 tonnes de coton-graine en 1912.
Fondée le 14 janvier 1903 et dirigée par l'industriel textile Robert Albert Charles Esnault-Pelterie (1881–1957), président du Syndicat général de l'industrie cotonnière française, l'Association cotonnière coloniale a pour mission de développer la culture du coton dans les colonies françaises. Dès 1905, elle suit les « essais industriels entrepris avec les cotons indigènes du Soudan, du Dahomey et du Cambodge » et les observations recueillies par la mission Niger-Bénoué-Tchad. Elle estime alors qu'il « ne sera possible de tirer parti des vastes terrains du moyen Niger et du haut Sénégal (...) qu'au jour où les voies ferrées de pénétration seront achevées ». Le premier tronçon du chemin de fer de Dakar au Niger, promu trente ans auparavant par Louis Faidherbe vient seulement de voir le jour et la ligne ne sera achevée qu'en 1924.
Dans le bassin du Niger, les essais de l'Association cotonnière coloniale ont débuté en 1903 et duré près de dix ans, mais échoué car au Mali, alors appelé « Soudan français », l'automne est une saison très sèche que les cotonniers américains implantés ne purent supporter. En 1914, une nouvelle direction fut imprimée aux études : des cultures irriguées ont donné d'excellents résultats mais furent interrompues immédiatement par la Première Guerre mondiale.
L'exemple venait d'Allemagne : le Kolonial Wirtschaftliches Komitee se fixait les mêmes buts dès mai 1900 au Togo, pour des résultats jugés « assez médiocres » en raison de l'humidité de la côte, avec seulement 26 balles de 500 livres chacune, provenant de la récolte 1902-1003, livrées au port de Brème. Née en 1902, à Manchester, la British Cotton Growing Association (BCGA), héritière de la Cotton Supply Association, lançait au monde industriel et commercial du Lancashire un appel de fonds pour organiser des missions d'études et distribuer des semences dans de nouveaux pays producteurs, en particulier dans la région du Kano, célèbre par ses tissus, au Nigeria récemment conquis, ou encore dans le Nyassaland, protectorat anglais du sud-est africain qui deviendra le Malawi en 1964.
Ces pays cherchent à limiter la dépendance de leur industrie textile, envers les États-Unis, qui ont forgé l'histoire de la culture du coton. Côté français, les résultats furent décevants, sauf en Oubangui-Chari et au Tchad à partir des années 1920, où l'Administration française recourut à des sociétés à charte établies au Congo belge.

## Le Tchad et la Centrafrique, pionniers dans les années 1920

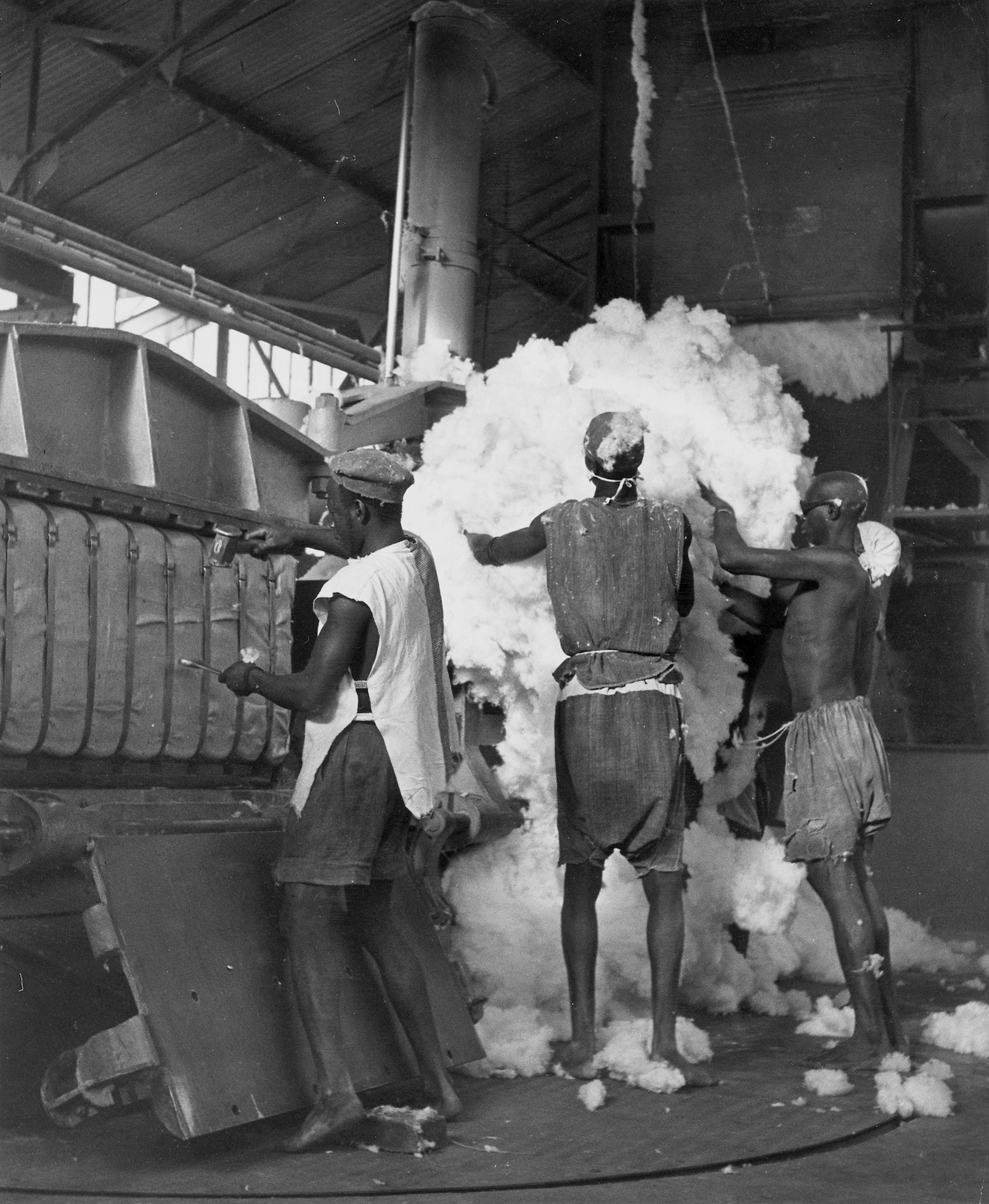
Égrenage du coton dans un atelier de l'Office du Niger en 1951.

La création d'une  filière organisée du coton au Tchad est due à la présence française, mais n'intervient pas tout de suite. Une loi de 1900 interdit d'abord à la métropole de dépenser de l'argent dans ses colonies. En 1905, la colonie de l'Oubangui-Chari, correspondant à la Centrafrique actuelle, fut constituée. En 1910, les territoires français d'Afrique centrale furent organisés en une fédération : l'AEF, dont faisait partie l'Oubangui-Chari avec le Tchad, le Moyen-Congo et le Gabon. Les Français contrôlaient très partiellement ce territoire et de grandes compagnies concessionnaires reçurent la charge d'exploiter les richesses naturelles de la colonie, en premier lieu l'hévéa.
Le Tchad en fut détaché en 1920. Les premiers essais officiels de la culture du coton y furent tentés par les Français en 1921 et s'avèrent concluants. En 1924, l'administration coloniale imposa aux paysans la culture du coton, pour un prix dérisoire, en Oubangui-Chari. En 1926 des sociétés d'égrenage s'installent au Tchad. La campagne de 1927 marque dans ce territoire le véritable départ d'une culture, encouragée par le gouverneur général français Raphaël Antonetti, et accompagnée par le développement de stations d'égrenage en 1928. Mais dans les années 1930, seulement 337 tonnes de coton-graine sont produites. Vingt-cinq ans plus tard, ce sera 60 000 tonnes de coton-graine, chiffre qui va atteindre 100 000 tonnes en 1971 puis monter à 175 000 tonnes en 1975 et culminer à 263 475 tonnes en 1998.

## L'apport de la Compagnie française pour le développement des textiles
Pour être à la hauteur des exigences de qualité et de compétitivité de l'industrie, le coton africain doit bénéficier de recherche, en particulier dans les domaines des façons culturales, des engrais et de la protection phytosanitaire. Le renouvellement des variétés doit être permanent, car elles tendent à dégénérer, en particulier lorsqu'il s'agit d'hybrides, mises au point pour répondre aux besoins du filage.

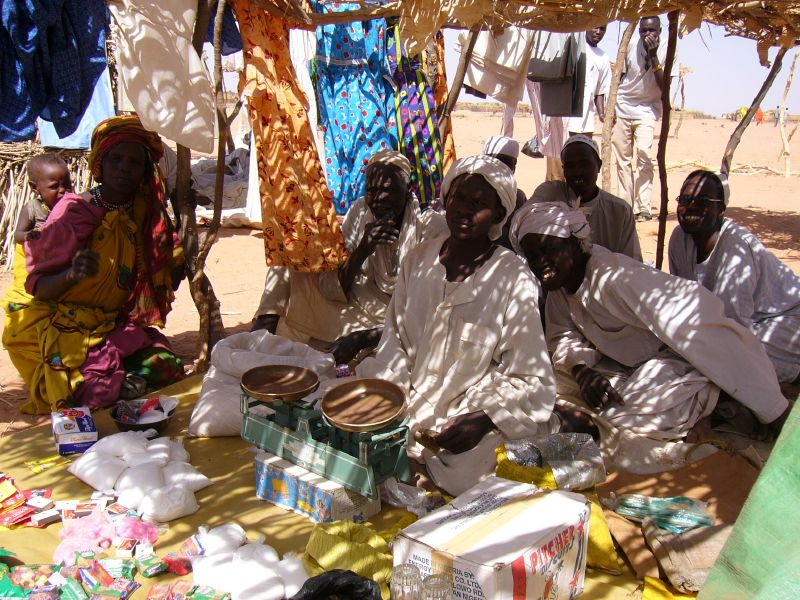
Vêtements dans un camp de réfugiés du Darfour au Tchad, 2005.

Le déficit de recherche agronomique avait été le maillon faible des expériences réalisées par la France en Afrique au XIXe siècle puis dans la première moitié du XXe siècle, jusqu'à la fondation de l'Institut de recherches du coton et des textiles exotiques (IRCT) en 1946. La création trois ans plus tard, en 1949 de la Compagnie française pour le développement des fibres textiles (CFDT) va donner une nouvelle impulsion à la culture, en étendant l'expérience tchadienne à d'autres pays. 
Dès leur création, l'IRCT et la CFDT envoyèrent deux missions en Afrique subsaharienne pour étudier les perspectives de diffusion de la culture du coton : la première en AEF et au Cameroun, dirigée par l'agronome René Dumont, la seconde en AOF, conduite par le directeur de la CFDT Jacques Lhuillier. René Dumont décida de développer les cultures plutôt au Nord-Cameroun qu'au Tchad et cette zone devint le point fort de l'action de l'IRCT et de la CFDT.
Au Tchad, une convention imposa la modernisation des usines d'égrenage, qui sont au nombre de 25 dès les années 1850. En 1954, le Tchad et l'Oubangui-Chari sont toujours les deux territoires les plus importants pour le coton dans l'Afrique-Équatoriale française, qui produisait au total chaque année de 30 000 à 35 000 tonnes de coton-fibre, représentant 75 à 80 % de tout le coton brut de l'empire colonial français.

## La forte expansion à partir des années 1970, dans près de dix pays
Une quinzaine d'années après les indépendance de 1960, la plupart des pays transformèrent les filiales de la Compagnie française pour le développement des fibres textiles en sociétés cotonnières nationales où la CFDT restait actionnaire : la Sodecoton au Cameroun, la Compagnie ivoirienne pour le développement des textiles (CIDT) en Côte d'Ivoire, la Compagnie malienne pour le développement du textile au Mali, la CotonTchad au Tchad, la Société centrafricaine de développement agricole (Socada) en République centrafricaine, la Société togolaise du coton (Sotoco) au Togo, la Sodefitex au Sénégal, la Société nationale pour la promotion agricole (Sonapra) au Bénin et la Société burkinabè des fibres textiles (Sofitex) en Haute-Volta. 
Chacune de ces sociétés va contribuer à la multiplication par cinq de la production de coton en Afrique francophone, entre 1980 et 2004. Malgré la rareté de l'irrigation, les pratiques agricoles sont reconnues comme dynamiques : entre 1950 et 1990, les rendements de coton fibre d’Afrique de l’Ouest ont quadruplé. Les producteurs sont performants grâce à un encadrement rural, des services de formation et un prix achat garanti au producteur. Le coton fait vivre aujourd'hui plus de 15 millions de petits paysans en Afrique subsaharienne.
La production de coton de la zone franc, en tonnes (sources : Compagnie française pour le développement des fibres textiles/Dagris/Geocoton)
| Année      | 1950    | 1960    | 1980        | 1990      | 2000       | 2004         | 2008        |
| Production | 100 000 | 200 000 | 1/2 million | 1 million | 2 millions | 2,6 millions | 1,3 million |

## Les crises de surproduction au milieu des années 1980 puis des années 2000
Dans les deux cas, le coton africain subit la perte de compétitivité causée par une baisse amplifiée du dollar, entre 1985 et 1987, et entre 2003 et 2006.
En 1987, s'y ajoute la baisse des cours mondiaux du coton, qui taille en pièces l'équilibre financier des sociétés nationales cotonnières, ce qui déclenche les programmes d’ajustement structurel recommandés par le Fonds monétaire international et la Banque mondiale demandant à une partie des États africains de confier la gestion des usines d’égrenage de coton, voire pour certains l’approvisionnement des producteurs en outils et engrais, à des sociétés parapubliques ou privées.
Ces réformes seront appliquées partiellement ou tardivement et sans succès, coïncidant avec de nouvelles crises du coton à partir de 2004. Elles déclenchent de fortes oppositions locales : le Forum des peuples réuni à Fana a par exemple lancé en juillet 2005 une pétition réclamant l’abandon de la privatisation de la Compagnie malienne pour le développement du textile. Au Cameroun, la Sodecoton, devenue entreprise para-privée, a conservé un quasi-monopole du marché du coton mais vu ses ventes divisées par quatre en raison de l'effondrement de la consommation intérieure. Le seul pays qui a vraiment résisté à cette crise est le Burkina Faso, grâce au recours à la technique des OGM, qui représente 80 % de la production encadrée par la Société burkinabè des fibres textiles, dont le volume pourrait franchir en 2011 le seuil du million de tonnes.

## XXIesiècle

### Leaders d'Afrique de l'Ouest

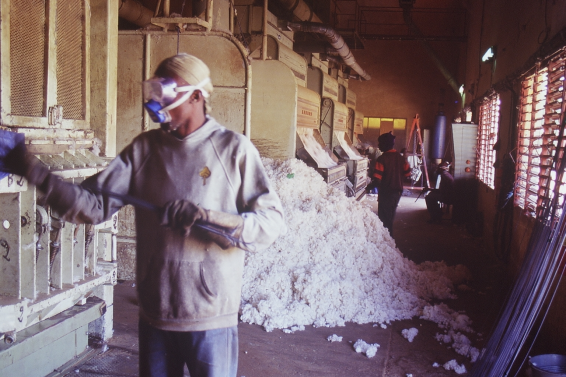
Usine de coton de la Compagnie malienne pour le développement du textile.

Après des années de déclin, la filière coton dans la plupart des pays producteurs du continent semble reprendre de la vigueur, avec d'excellentes récoltes, même si sur le marché mondial, le cours de la livre de la fibre était en 2015 autour de 0,70 dollar reste relativement bas comparé au pic des 2 dollars la livre qu’il avait atteint en 2011. Au Burkina Faso et au Mali, les deux premiers producteurs du continent mais aussi en Côte d’Ivoire ou encore au Bénin, leurs suivant, la production de coton est en forte hausse. Au cours de la décennie 2010, l'évolution des grands producteurs de coton d'Afrique de l'Ouest reste très fluctuante, avec sept pays se partageant les premiers rôles.
| Production en millions de tonnes | 2014 | 2015 | 2016 (estimé) |
| Burkina Faso                     | 0,27 | 0,29 | 0,24          |
| Mali                             | 0,19 | 0,23 | 0,21          |
| Côte d'Ivoire                    | 0,17 | 0,19 | 0,13          |
| Bénin                            | 0,13 | 0,16 | 0,11          |
| Cameroun                         | 0,11 | 0,12 | 0,11          |
| Tchad                            | 0,03 | 0,06 | 0,03          |
| Togo                             | 0,03 | 0,05 | 0,03          |

### Leaders d'Afrique de l'est, du sud et du nord
Au cours de la décennie 2010, l'évolution des grands producteurs de coton d'Afrique de l'est est elle aussi très fluctuante, avec six pays se partageant les premiers rôles, mais des tonnages beaucoup moins élevés que dans la partie occidentale du continent.
| Production en millions de tonnes | 2014 | 2015 | 2016 (estimé) |
| Ouganda                          | 0,2  | 0,2  | 0,2           |
| Malawi                           | 0,4  | 0,4  | 0,3           |
| Mozambique                       | 0,3  | 0,3  | 0,2           |
| Tanzanie                         | 0,8  | 0,7  | 0,6           |
| Zambie                           | 0,4  | 0,5  | 0,5           |
| Zimbabwe                         | 0,06 | 0,04 | 0,01          |
| Afrique du Sud                   | 0,01 | 0,02 | 0,01          |
| Égypte                           | 0,09 | 0,11 | 0,07          |